# Jörg van Hooven
Jörg van Hooven (* 1957) ist ein deutscher Journalist.

## Leben

### Ausbildung
Er absolvierte 1977 und 1978 ein Volontariat beim ZDF. Zwischen 1983 und 1985 studierte er darüber hinaus Film und Fernsehen an der New York University und erwarb dort einen Bachelor of Fine Arts.

### Berufliche Karriere
Den Einstieg ins Berufsleben fand er 1978 als Journalist beim Sender Freies Berlin. Nach seinem Studium blieb er noch sechs Jahre in New York sesshaft: Von 1985 bis 1989 arbeitete er dort als Producer für das ZDF und zwischen 1988 und 1991 war sowohl Redakteur für The Wall Street Journal als auch Producer für RTL und Mitarbeiter von ProSieben. Zurück in Deutschland wirkte er dann bis 1996 als Chefredakteur bei ProSieben und Sat.1.
Anschließend wechselte er als Chefredakteur und Programmdirektor zu TV Berlin und begann zeitgleich auch für den Schwestersender TV München zu arbeiten. Als er im April 1999 bei letzterem zum Chefredakteur ernannt wurde, verließ er Berlin; später übernahm er in München zusätzlich auch die Funktion des Programmdirektors. Im Mai 2002 stieg er zum Geschäftsführer auf. Diese Position gab er 2003 auf und arbeitete ein Jahr lang als Producer für Endemol. Nach der Insolvenz von TV München zeichnete van Hooven ab Juli 2005 auch für den neu gegründeten Sender München TV als Chefredakteur und Programmdirektor verantwortlich und führte als Moderator durch die beiden Formate Stadtgespräch und Menschen in München. Zum 31. März 2019 schied er auf eigenen Wunsch aus den Leitungsfunktionen aus. Die Sendung Menschen in München betreut er allerdings weiterhin.